# إثيل باريمور
إثيل باريمور (15 أغسطس 1879 - 18 يونيو 1959) (بالإنجليزية: Ethel Barrymore)‏ كانت ممثلة أمريكية، حصلت على جائزة أوسكار 1944 لأفضل ممثلة مساعدة عن دورها في فيلم لا شيء غير القلب الوحيد.

## نشأتها
ولدت باريمور في فيلادلفيا وحملت عند ولادتها اسم إثيل ماي بليث، هي المولود الثاني للممثل موريس باريمور (اسمه الحقيقي هربرت بليث) والممثلة جورجيانا درو. 
هي أخت الممثلين جون ولايونيل باريمور، وعمة الممثل جان درو باريمور، وعمة أحد والديّ الممثلة درو باريمور. وحفيدة الممثلة ومديرة المسرح لويزا لين درو (السيدة جون درو)، وابنة أخت جون درو جونيور. أمضت طفولتها في فيلادلفيا والتحقت بالمدارس الكاثوليكية هناك.
أبحرت الأسرة في عام 1884 إلى إنجلترا وبقيت هناك عامين. ورثت موريس كمًا كبيرًا من المال من عمتها وقررت عرض مسرحية وأداء دور البطولة في بعض المسرحيات في مسرح هايماركت في لندن. وذكرت إثيل أنها كانت خائفة في أول لقاء مع أوسكار وايلد عند تسليمه بعض الكعك وقد وبّخها والداها لإظهار خوفها من وايلد. أخذها والدها إلى لعبتها الأولى للبيسبول في الولايات المتحدة الأمريكية في عام 1886. أحبت البيسبول وأرادت أن تكون عازفة بيانو. كانت سنوات إنجلترا أسعد سنوات طفولتها لأن عائلة الباريمور كانت عائلة متكاملة في لندن أكثر منها في الولايات المتحدة الأمريكية.

## مسيرتها المهنية

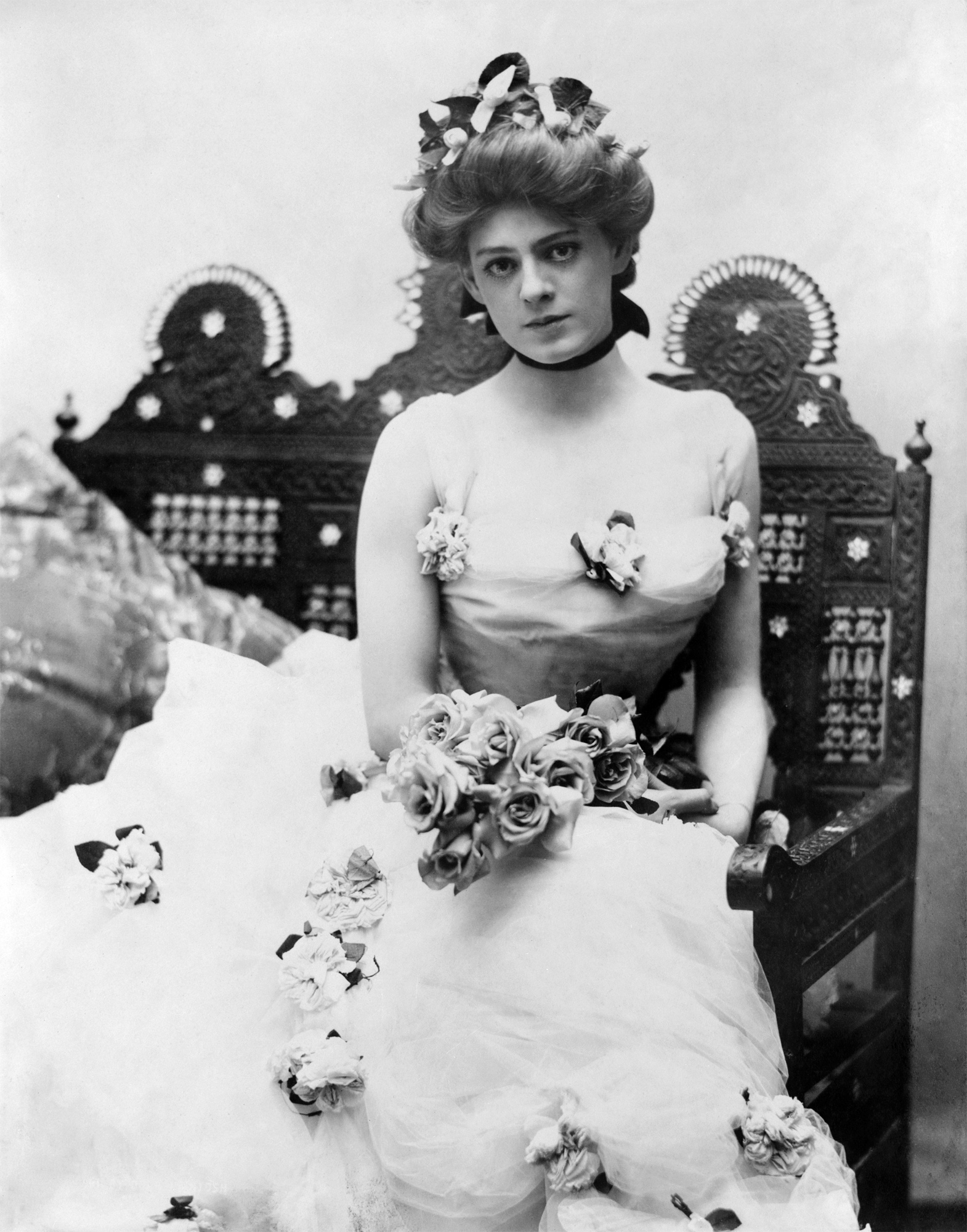
صور بورتريه 1901، صور بورتريه بالأبيض والأسود من القرن العشرين لنساء جالسات بطول ثلاثة أرباع، استوديو بور ماكينتوش، إثيل باريمور عام 1901

كانت باريمور بصحبة والدتها جورجي في صيف عام 1893 والتي كانت تعاني من مرض السل وأخذت إجازة علاجية طويلة الأمد في مدينة سانتا باربارا في كاليفورنيا. لم تتعافَ جورجي وتوفيت في يوليو عام 1893 قبل أسبوع من عيد ميلادها السابع والثلاثين. انتهت طفولة إثيل وليونيل عندما توفبت جورجي. أجبرا على الذهاب إلى العمل في سن المراهقة قبل الانتهاء من المدرسة الثانوية. بقي جون الأصغر ببضع سنوات مع جدته وأقاربهم الآخرين. كان أول ظهور لباريمور على مسرح برودواي في عام 1895 في مسرحية حملت عنوان الحبيبان الطائشان والتي أدى دور بطولتها عمها جون درو جونيور ومود آدامز. ظهرت مع درو وآدامز مرة أخرى في عام 1896 في مسرحية روزماري. 
ذهبت إثيل في عام 1897 مع ويليام جيليت إلى لندن لأداء دور الآنسة كيتريدج. كانت على وشك العودة إلى الولايات المتحدة الأمريكية مع فرقة جيليت عندما عرض عليها هنري إيرفينغ وإلين تيري دور أنيت في مسرحية الأجراس. أُغرم الرجال في كل مكان بإثيل، وأبرزهم ونستون تشرشل الذي طلب الزواج منها. لم ترغب في أن تكون زوجة سياسية لذلك رفضت طلبه. تزوج ونستون بعد سنوات من كليمنتين هوزييه ذات الجمال الساحر الذي كان يشبه إلى حد كبير جمال إثيل. ظل ونستون وإثيل صديقين حتى نهاية حياتها. بقيت حياتهما الرومانسية سرًا إلى أن أفشى ابن تشرشل السر بعد 63 عامًا. 
عادت إثيل إلى الولايات المتحدة الأمريكية بعد موسمها في لندن. مثلت مع مدير المسرح تشارلز فرومان مسرحية كاثرين. أعطى فرومان إثيل بعد ذلك الدور الذي جعلها نجمة: مدام ترينتوني في الكابتن جينكس من الفرسان، والتي عرضت في مسرح غاريك في ويست إند في لندن في 4 فبراير عام 1901. لم تعرف إثيل أن والدها موريس شهد العرض مع الجمهور حتى مشى إليها وهنأها وعانقها. كانت هذه المرة الأولى والوحيدة التي رآها على خشبة المسرح. تفوقت على اثنتين من أبرز الممثلات في يومها عندما اختتمت الجولة في بوسطن في يونيو وهما السيدة باتريك كامبل وميني مادرين فيسك. 
قدمت إثيل عروضًا رائعة في العديد من الإنتاجات بعد نجاحها في الكابتن جينكس، وذكرت أحد أكثر عباراتها شهرة: «هذا كل ما في الأمر، لم يعد هناك شيء».
وأدت دور نورا في مسرحية بيت الدمية لإيبسن عام 1905، ودور جولييت في مسرحية روميو وجولييت لشكسبير عام 1922.

## أعمالها
- 1947: ابنة المزارع (The Farmer's Daughter)

## مواقع خارجية
- إثيل باريمور على موقع IMDb (الإنجليزية)
- إثيل باريمور على موقع الموسوعة البريطانية (الإنجليزية)
- إثيل باريمور على موقع روتن توميتوز (الإنجليزية)
- إثيل باريمور على موقع مونزينجر (الألمانية)
- إثيل باريمور على موقع ألو سيني (الفرنسية)
- إثيل باريمور على موقع تيرنر كلاسيك موفيز (الإنجليزية)
- إثيل باريمور على موقع أول موفي (الإنجليزية)
- إثيل باريمور على موقع قاعدة بيانات برودواي على الإنترنت (الإنجليزية)
- إثيل باريمور على موقع قاعدة بيانات برودواي على الإنترنت (الإنجليزية)
- إثيل باريمور على موقع قاعدة بيانات برودواي على الإنترنت (الإنجليزية)